# Polička
Polička (pronúncia em checo: ˈpolɪtʃka) é uma cidade da checa, situada na fronteira entre Boêmia e Morávia, na região de Pardubice, distrito de Svitavy. A cidade fica a 555 m de altitude, a 17 km a oeste de Svitavy, cidade sede do distrito. Em janeiro de 2012, sua população era de 8.922 habitantes. 